# Островът на доктор Моро
Вижте пояснителната страница за други значения на Островът на доктор Моро.
„Островът на доктор Моро“ (на английски: The Island of Dr. Moreau) е научнофантастичен роман на английския писател Хърбърт Уелс, излязъл през 1896 г.
Книгата предава историята на корабокрушенец, който попада на остров, обитаван от човекоподобни животни (Зверохора), дело на учения д-р Моро. Съществата имат определен закон, даден им от доктора, към когото се отнасят като към Бог.
Романът има няколко екранизации на големия екран.

## Сюжет
Внимание:  Текстът по-долу разкрива сюжета на произведението (или части от него)!
На 1 февруари 1887 г. корабът „Лейди Вейн“ потъва в Тихия океан. Единственият оцелял Едуард Прендик е спасен от шхуната „Ипекакуана“, която превозва пума и няколко други животни, собственост на биолога Монтгомъри, към отдалечен остров. Помощник на Монтгомъри е уродливо същество, на име Млинг, в което корабокрушенеца намира нещо нечовешко.
Прендик е изхвърлен от шхуната и приет с неохота на острова от Монтгомъри и мистериозния доктор Моро. Ученият започва да извършва вивисекция на пумата, зад каменната ограда на своята лаборатория. Подразнен от жалните виения на опитното животно. Прендик решава да се разходи около острова. В разходката си открива, че цялото място е пълно със същества, кръстоска между човек и животно наречени Зверохора. Едно от тях го подгонва в нощта и едва се спасява от преследвача си.
На сутринта Прендик вижда, че Моро прави вивисекция на човешко същество. Гостът избягва и се скрива в джунглата. Там, гладен и отчаян, той потърсва помощ от Зверохората. Те го отвеждат в леговището си, където Моро и Монтгомъри устройват капан на беглеца. Двамата убеждават Прендик да се върне при тях. Моро обяснява на уплашения мъж, че посредством вивисекция създава от животните получовеци. След което ги обучава да говорят, мислят и им дава нравствен закон. Животинското обаче винаги се завръща в Зверохората и те се отдалечават от Създателя си, устройвайки свое собствено странно общество.
На другия ден, Прендик и Монтгомъри, намират няколко разкъсани заека. Уведомяват Моро и той свиква всички Зверохора, като им съобщава, че са нарушили една от заповедите: „да не се яде месо“ и виновникът трябва да бъде наказан. Уплашен от последствията, Леопардочовекът побягва. Заловен е и убит от Прендик. След време пумата на Моро избягва. Ученият и Монтгомъри се втурват да я търсят. Помощникът се завръща с Млинг, нападнати от двама Зверочовеци, които се е наложило да убият, за да се измъкнат. По-далеч в острова, те намират мъртвия Моро и избягалата пума. Пренасят тялото на учения и унищожават лабораторията му. Монтгомъри, освободен от задълженията си, се отдава на алкохолната си страст. Приканва Зверохората да пият с него. Пияният мъж умира, разкъсан от създанията на Моро.
Внезапен пожар проваля бягството на Прендик от острова. С помощта на револвер в ръката и самоувереност, придържайки се към проповядване на закона на покойника, оцелелият мъж успява да подчини донякъде Зверохората. През следващите месеци Прендик наблюдава как очовечените зверове бавно започват да възвръщат старите си навици. Зварохората придобиват постепенно предишния си вид – странна кръстоска между два животински вида. С тези промени те забравят Закона и ставата смъртоносно опасни. Корабокрушенецът се опитва да построи плавателен съд, за да се измъкне от острова, но творението му се оказват ненадеждно. Един ден на брега е изтласкан малък кораб, в който Пренди разпознава шхуната, с която са пристигнали. На борда всички са мъртви. Чрез кораба той напуска острова. Спасен е от един бриг, след няколко дни.
Прендик се връща в Лондон, където заживява в страх от хората. Представя си, че някои от тях ще се превърнат в Зверохора и ще го нападнат. Премества се в отдалечена местност, където потъва в самота.

## Персонажи
| Персонаж | Оригинално име          | Тип                 |
| --- | ----------------------- | ------------------- |
| Доктор Моро | Doctor Moreau           | Антагонист          |
| Прочути физиолог, занимаващ се с вивисекция и първият дръзнал да експериментира с присаждането на материал от едно животно на друго. Притежава изключително въображение и груб характер. Силен и едър – висок ок. 6 фута. Белокос, винаги навъсен с устни извити надолу. Д-р Моро провежда изследвания върху законите на развитие на живите организми цели 20 г. Прави няколко ценни открития свързани с туморите и кръвпреливането. След това кариерата му се проваля. Журналист, успял да се вмъкне като асистент в лабораторията на Моро, публикува брошура, в която разкрива жестоките експерименти на биолога. Ученият е освиркан и порицан от обществото, изоставен от своите колеги. След 9 години прекарани в изследвания, Моро напуска Англия. Идва на безлюдния остров „Острова на благородниците“, заедно с помощника си Монгомъри и шест канака. Първите му работи са неуспешни: две овце – едната убива по невнимания, другата по собствено желание, след като не е доволен от получения резултата. Постига известни успехи с една горила, която превръща в същество близко до чернокожата раса. Зверочовекът търпи обучение както от учения, така и от канаките. Един от туземците загива от същество – неуспешен опит на доктора. След този инцидент Моро и Монгомъри остават сами на острова. До появата на Прендик те прекарват 11 г. на острова. Ученият изпитва отвращение от Зверохората и гледа на тях като неуспешни експерименти. Опитва се да го подчини и да вкорени страх в тях. Иска да се отнасят с него като Бог. Оставя съществата си под грижите на своя помощник. Д-р Моро е силно религиозен, но поддръжник на еволюцията. Отрича съществуването на рая и ада. |                         |                     |
| Едуард Прендик | Edward Prendick         | Протагонист         |
| Главен персонаж и разказвач на историята. Член на висшето английско съсловие. Изучава естествена история в Кралския научен колеж. Провежда няколко биологични изследвания, под ръководството на Хаксли. Атеист. Описва себе си като изключително непохватен и чувствителен. Качва се на кораба „Лейди Вейн“ като частно лице от Калао. След десет дни плавателният съд се сблъсква с изоставен кораб и потъва. Прендик, заедно с Хелмърс и един моряк, прекарва осем дни в спасителна лодка. Двамата корабокрушенци се удавят, а Прендик е спасен от шхуната „Ипекакуана“. Едуард Прендик е чичо на Чарлз Едуард Прендик. Въздържател и миролюбив човек. Прендик изпитва отвращение към Зверохората и не крие особени симпатии към Моро, чийто методи на вивисекция смята за нехуманни, а творенията му пълно безумие. Относно Монгомъри: от началото има симпатии към него, като човек, който е спасил живота му, но след известно пребиваване на острова, се дистанцира от помощника; започва да изпитва повече жал към него. |                         |                     |
| Монтгомъри | Montgomery              | Поддържащ персонаж  |
| Млад биолог, мизантроп, помощник на доктор Моро. Пристрастен към алкохола. Учи медицина в университета, но е слаб студент, който проявява интерес повече към музикалните салони. Неочаквано е нает от Моро преди 11 г. Отначало преживява трудно жестоките експерименти на учения. Прави опит за бягство от „Острова на благородниците“. Постепенно свиква с цялата объркана обстановка и се привързва към зверовете на Моро. Понякога проявява жестокост към тях, воден от алкохолно опиянение, а друг път е милостив с човекоподобните. Живее в малка стаичка, разположена отстрани на резиденцията на Моро. Русоляв мъж с бледо лице, сиви очи и мустаци, под които се подава долна увиснала устна, криеща криви зъби. Едър с дълги и мършави крайници. Говори неясно и фъфли. |                         |                     |
| Джон Дейвис | John Davies             | Епизодичен персонаж |
| Пиян капитан и собственик на малкия търговски кораб „Ипекакуана“. Червенокос е едро зачервено лице на лунички. Изключително груб, упорит и гневлив. Ненавижда Млинг, Монтгомъри и Моро. Наема се да превозва двамата учени и животните им на „Острова на благородниците“. Шхуната му отплава от крайбрежния африкански град Баниа, януари 1887 г. Изчезва безследно със значителен товар от копра. |                         |                     |
| Чарлз Едуард Прендик | Charles Edward Prendick | Епизодичен персонаж |
| Племенник и наследник на Едуард Прендик. Намира между книжата на Прендик историята на „Островът на доктор Моро“, разказана от неговия чичо. |                         |                     |
| Хелмър | Helmer                  | Епизодичен персонаж |
| Корабокрушенец от кораба „Лейди Вейн“. Заедно с Прендик и моряка пътуват осем дни в спасителна лодка. Спречква се с моряка и двамата се удавят. |                         |                     |
| Моряк | Sailor                  | Епизодичен персонаж |
| Корабокрушенец от кораба „Лейди Вейн“. Заедно с Прендик и Хелмърс пътуват осем дни в спасителна лодка. Спречква се с Хелмърс и се удавя. |                         |                     |
| Помощник капитан |                         | Епизодичен персонаж |
| Моряк на шхуната „Ипекакуана“. Подобно на капитана и той таи ненавист към Млинг и Монтгомъри. Мълчалив. |                         |                     |

## Елементи от романа

### Зверохора
Зверохората са очовечени животни, творения на Моро. Някои от тях са кръстоска между няколко животински видове, други единични. Повечето са с изгърбени фигури, несъразмерно дълго тяло на фона на късите крака, и малките увиснали ръце. Изключително космати. Притежават обезобразени и непохватни длани, понякога без три пръста. Лицата им са с издадени челюсти, огромни изпъкнали носове и деформирани уши. Очите са странно разположени и при всеки Зверочовек с различно оцветяване. Не са особено интелигентни. Общуват със странни гърлени звуци, често неразбираеми за околните. Някои от тях са облечени в бяло роби, подобни на фереджета, а други голи, само с една червена препаска.
Творенията на Моро живеят в подобие на комунален строй. Обитават открито място, наречено „Селището на Зверохората“ – тесен проход между високите стени на лава, покрити с пукнати от поток. Там те строят бърлоги и събират плодове и треви. Мястото представлява бунище, отрупано с водорасли, палмови клони и тръстика. Наоколо се носи ужасна миризма от множеството гниещи плодове и отпадъци. Между Зверохората има заченки на брак и полови отношения.
Съществата разполагат със Закон, даден им и измислен от Моро, който служи да ги откъсне от старите им животински навици и инстинкти, и да се върнат отново в първоначалните си видове. Зверохората повтарят правилото на доктора като молитва, състояща се от няколко забрани, чието прекрачване се счита за грях, който си има съответното наказание. Човекоподобните същества изпитват панически страх от кабинета на Моро, нарече от тях „Дома на болката“. Ученият и Монтгомъри контролират създанията с помощта на револвери и камшици.
Общо учения прави 120 Зверохора, но повечето измират; някои от насилствена смърт. По време на пребиваването на Прендик на острова, човекоподобните твари са 16.
- Млинг (M'ling) – помощник на Монтгомъри, кръстоска мечка, куче и вол. Чернолик, нисък, дебел и гърбав. Има остри уши, покрити с гъсти черни косми. Млинг е най-интелигентният от всички Зверохора. Живее отделно от тях, в малка колиба, умее да готви и домакинства. Първият човек, с който Прендик осъществява контакт.
- Казвачът на закона (Sayer of the Law) – сиво грамадно същество с лице, представляващо туфа от козина с три едва забележими извивки, очертаващи местата на очите и устата. Главен пропагандатор на закона на д-р Моро.
- Ленивеца (Sloth Creature) – малко розово същество, приличащо на дете с одрана кожа. Има противно лице с ниско чело. Подобно на ленивеца – неговия първоизточник – притежава забавени движения. Привързва се към Прендик.
- Маймуночовека (Ape-Man) – дребно същество, създадено от маймуна. Едно от малкото с пет пръсти на ръцете. Ловък, прехвърлящ се от клон на клон. Маймуночовекът запознава Прендик с останалите Зверохора и е второто човекоподобно, с което говори англичанина.
- Леопардочовек (Leopard-Man) – един от най-ужасяващите същества при Зверочовека. Опитва се да разкъса Прендик една нощ.
- Вещица полулисица-полумечка (Fox-Bear Witch) – Зверочовек от женски пол, ревностен поклонник на Закона. Притежава червени очи и заострено лица. Пренди изпитва ненавист и отвращение към нея.
- Хиена-Свиня (Hyena-Swine) – женско същество, кръстоска между хиена и свиня. След смъртта на Монро, става враг на Прендик.
- Сатир (Satyr-Man) – същество подобно на коза. Прендик описва вида му като „сатанински“.
- Жена-Свиня (Swine-Witch) – прегърбена фигура и жълти очи.
- Куче-човек (Dog-Man) – очовечен санбернар. В последните месеци от прибивавето на Прендик на острова на д-р Моро, той става негов верен помощник и другар.

Освен тях са изброени още трима бикочовека и трима мъже-шопари, застаряло същество от човекоподобна маймуна и коза, женско създание, което Прендик не може да определи произхода му, дебела твар между кобила и носорог, няколко хора-вълци, мечка-бик и дребни на ръст петнисти малчугани.

### Място на действието
Почти цялата история се развива на безлюден остров наречен „Острова на благородниците“. Той представлява ниско островче с неправилна форма, оградено от три страни с коралови рифове. Вулканичен тип остров: има димящи пукнатини в северната част и един горещ извор. От време на време се усеща трус. Островът притежава гъста растителност. Бреговете на острова са покрити със синкав пясък.
„Острова на благородниците“ е единствената суша в района, където бил намерен корабокрушенецът Прендик (5°3′ ю.ш. и 101° з.ш.). През 1891 г. мястото е посетено от английския военен кораб „Скорпио“. Група моряци оглеждат острова и откриват че е необитаем, като се изключат няколко бели молци, шопари, зайци и необикновени плъхове. Екипажът не успява да хване нито едно от тези животни и така не потвърждават техния разказ.